# WCW Hardcore Championship
Le WCW Hardcore Championship (que l'on peut traduire par championnat hardcore de la WCW) est un championnat de catch (lutte professionnelle) utilisé par la World Championship Wrestling (WCW).
Il est créé fin 1999 et Norman Smiley en est le premier champion après sa victoire face à Brian Knobbs en finale d'un tournoi le 21 novembre 1999 au cours de Mayhem. Entre sa création et le rachat de la WCW par la World Wrestling Federation fin mars 2001, le titre connait 18 règnes et a été co détenus par deux équipes : d'abord 3 Count puis par Big Vito et Johnny the Bull.

## Histoire
En 1999, la World Wrestling Federation (WWF) commence à gagner la guerre des audiences qu'elle mène avec la World Championship Wrestling. L'une des raisons du succès de Monday Night Raw est l'existence du championnat hardcore de la WWF qui popularise le catch hardcore qui est alors pratiqué à la Extreme Championship Wrestling (ECW). La WCW décide de créer une division de catch hardcore composée de catcheurs de la WCW et d'anciens catcheurs de la ECW comme Hak et Jerry Flynn. La WCW organise le Junkyard Dog Hardcore Trophy le 11 juillet au cours de Bash at the Beach. Ce combat de catch hardcore opposant les principaux catcheurs de cette division voit la victoire de Fit Finlay qui se voit remettre un trophée.
Eric Bischoff, le président de la WCW, décide de reprendre ce trophée et de créer un titre. Norman Smiley en est le premier champion le 21 novembre 1999 après sa victoire face à Brian Knobbs. Smiley a aussi le plus long règne et garde ce titre 1 mois et 21 jours avant sa défaite face à Knobbs le 11 janvier 2000. Le 28 février, 3 Count mettent fin au second règne de Knobbs faisant de Shane Helms, Evan Karagias et Shannon Moore les premiers codétenteurs de ce titre.

## Liste des champions
| #  | Catcheur                                              | Fois | Date              | Lieu                           | Durée              | Notes | Réf    |
| -- | ----------------------------------------------------- | ---- | ----------------- | ------------------------------ | ------------------ | --- | ------ |
| 1  | Norman Smiley                                         | 1    | 21 novembre 1999  | Toronto (Ontario)              | 1 mois et 21 jours | Bat Brian Knobbs pour devenir le premier champion au cours de Mayhem.                                                                         | [ 5 ]  |
| 2  | Brian Knobbs                                          | 1    | 11 janvier 2000   | Erié (Pennsylvanie)            | 27 jours           | Au cours de l'enregistrement de Thunder diffusé le lendemain.                                                                                 | [ 6 ]  |
| 3  | Bam Bam Bigelow                                       | 1    | 7 février 2000    | Tulsa (Oklahoma)               | 13 jours           | Au cours de Monday Nitro. L'arbitre de ce match est Fit Finlay.                                                                               | [ 8 ]  |
| 4  | Brian Knobbs                                          | 2    | 20 février 2000   | San Francisco (Californie)     | 8 jours            | Au cours de WCW SuperBrawl X | [ 9 ]  |
| 5  | 3 Count (Shane Helms, Evan Karagias et Shannon Moore) | 1    | 28 février 2000   | Minneapolis (Minnesota)        | 20 jours           | Battent Knobbs dans un match à handicap simultanément par tombé pour devenir les co-champions.                                                | [ 7 ]  |
| 6  | Brian Knobbs                                          | 3    | 19 mars 2000      | Miami (Floride)                | 22 jours           | Bat 3 Count dans un Gauntlet match au cours d'WCW Uncensored.                                                                                 | [ 10 ] |
| -  | Vacant                                                | 1    | 10 avril 2000     | Denver (Colorado)              | 6 jours            | Les dirigeants de la WCW (Eric Bischoff et Vince Russo) déclarent tous les titres de la WCW comme vacants.                                    | [ 11 ] |
| 7  | Terry Funk                                            | 1    | 16 avril 2000     | Chicago (Illinois)             | 1 mois et 6 jours  | Bat Norman Smiley au cours de Spring Stampede.                                                                                                | [ 12 ] |
| 8  | Shane Douglas                                         | 1    | 22 mai 2000       | Grand Rapids (Michigan)        | 1 jour             | | [ 13 ] |
| 9  | Terry Funk                                            | 2    | 23 mai 2000       | Saginaw (Michigan)             | 13 jours           | A battu Douglas dans un match handicap au cours de l'enregistrement de Thunder diffusé le lendemain. Norman Smiley est le partenaire de Funk. | [ 14 ] |
| 10 | Eric Bischoff                                         | 1    | 5 juin 2000       | Atlanta (Géorgie)              | 1 jour             | Gagne avec l'aide des Mamalukes (Big Vito et Johnny the Bull)                                                                                 | [ 15 ] |
| 11 | Big Vito (en) et Johnny the Bull                      | 1    | 6 juin 2000       | Knoxville (Tennessee)          | 13 jours           | Déclarés co champions par Bischoff. | [ 16 ] |
| 12 | Big Vito                                              | 2    | 19 juin 2000      | Billings (Montana)             | 1 mois et 5 jours  | Bat Johnny the Bull pour être l'unique champion.                                                                                              | [ 17 ] |
| 13 | Lance Storm                                           | 1    | 24 juillet 2000   | Cleveland (Ohio)               | 21 jours           | Storm met en jeu son titre de champion poids lourd du Canada de la WCW.                                                                       | [ 18 ] |
| 14 | Carl Ouellet                                          | 1    | 14 août 2000      | Kelowna (Colombie-Britannique) | moins d’un jour    | Storm donne le titre à Ouellet. | [ 19 ] |
| 15 | Norman Smiley                                         | 2    | 14 août 2000      | Kelowna (Colombie-Britannique) | 1 mois et 11 jours | | [ 19 ] |
| -  | Vacant                                                | 2    | 25 septembre 2000 | Uniondale (New York)           | 7 jours            | Sur ordre du Commissionaire de la WCW Mike Sanders.                                                                                           | [ 20 ] |
| 16 | Sgt. AWOL (en)                                        | 1    | 2 octobre 2000    | San Francisco (Californie)     | moins d’un jour    | Il bat Reno pour avoir ce titre. | [ 20 ] |
| 17 | Reno                                                  | 1    | 2 octobre 2000    | San Francisco (Californie)     | 1 mois et 4 jours  | Mike Sanders inverse la décision et donne le titre à Reno.                                                                                    | [ 20 ] |
| 18 | Crowbar                                               | 1    | 6 novembre 2000   | Chicago (Illinois)             | 1 mois et 11 jours | | [ 21 ] |
| 19 | Terry Funk                                            | 3    | 17 décembre 2000  | Washington, D.C.               | 28 jours           | | [ 22 ] |
| 20 | Meng                                                  | 1    | 14 janvier 2001   | Indianapolis, (Indiana)        | 7 jours            | | [ 23 ] |
| -  | Vacant                                                | 3    | 21 janvier 2001   |                                | 2 mois et 5 jours  | Meng s'en va à la World Wrestling Federation.                                                                                                 | [ 20 ] |
| -  | Titre retiré                                          | -    | 26 mars 2001      | N/A                            | N/A                | Abandonné quand la WWF rachetait la WCW. | [ 20 ] |